# Lisa Rooms
Lisa Rooms (née le 17 juin 1996) est une athlète belge spécialiste du demi-fond, de la course de fond et du cross-country.

## Biographie
En 2016, Lisa Rooms est sacrée championne de Belgique de cross court aux Championnats de Belgique de cross-country (en). Elle est la même année troisième de la finale du 1 500 mètres des Championnats de Belgique à Bruxelles.
Elle termine cinquième de la finale du 5 000 mètres des Championnats d'Europe espoirs d'athlétisme 2017 à Bydgoszcz.
Elle termine deuxième du 1 500 mètres des Championnats de Belgique d'athlétisme 2018 à Bruxelles. 
En 2019, elle termine neuvième de la finale du 3 000 mètres steeple à l'Universiade d'été de 2019 à Naples et remporte la finale du 5 000 mètres des Championnats de Belgique à Bruxelles. 
Aux  Championnats de Belgique d'athlétisme 2022 à Gentbrugge, elle est sacrée championne de Belgique du 5 000 mètres ainsi que du 10 000 mètres. Le même année, elle termine 15e de la finale du 5 000 mètres des Championnats d'Europe à Munich.
Elle remporte la finale du 5 000 mètres des Championnats de Belgique d'athlétisme 2023 à Bruges.
Lors des Championnats d'Europe de cross-country 2023 à Bruxelles, elle remporte la médaille de bronze en cross par équipes et termine 6e en individuel.